# 卡斯蒂奥内-安代文诺
卡斯蒂奥内-安代文诺（義大利語：Castione Andevenno）是意大利松德里奥省的一个市镇。总面积17平方公里，人口1568人，人口密度92.2人/平方公里（2009年）。国家统计（ISTAT）代码为014015。